# エナミ精機
株式会社エナミ精機（えなみせいき）は、産業機械等、精密機器などを製造・販売している日本の企業である。本社は京都府舞鶴市。

## 概要
当社は主に大手家電メーカー等に函体をつくる設備を製造・販売している。150件以上の特許を取得し、日本のメーカーのみならず、韓国・LG電子など海外家電メーカーにも販売網を広げている。

## 沿革
- 1968年（昭和43年）- 大阪府八尾市にて創業
- 1990年（平成2年）- 舞鶴市・平工業団地に進出。舞鶴営業所開設。

## 主な拠点
- 本社（舞鶴営業所）- 京都府舞鶴市平1757（平工業団地内）
- 関東営業所 - 埼玉県さいたま市南区大谷場1-15-27
- 韓国営業所 - ソウル市麻浦区西橋洞394-25

## 主な取引先
- パナソニック
- 三洋電機
- シャープ
- ダイキン工業